# Mansoura Ez-Eldin

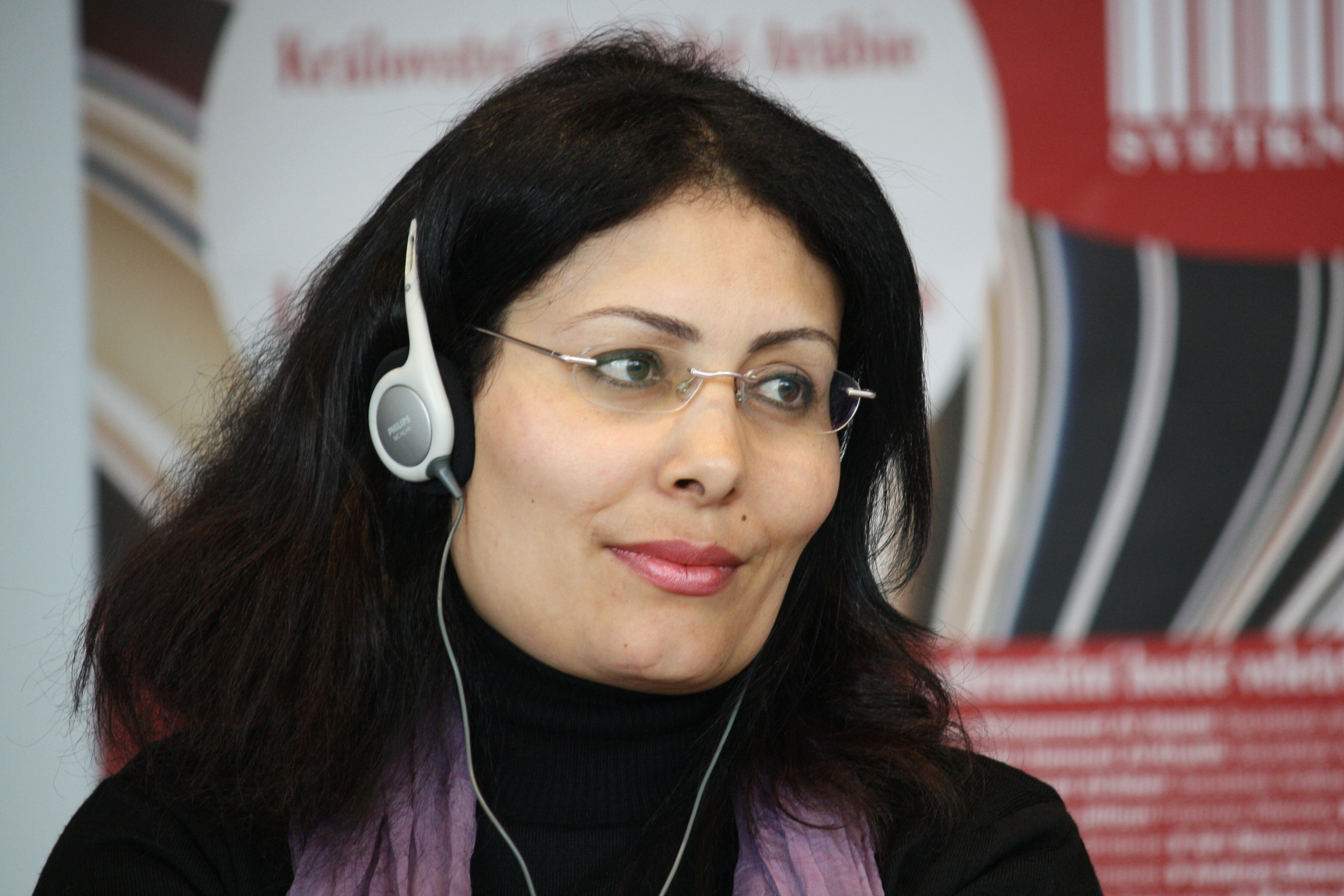
Mansoura Ez-Eldin

Mansoura Ez-Eldin (arabiska: منصورة عز الدين), född 1976, är en egyptisk författare och journalist. Hon tog journalistexamen från Universitetet i Kairo 1998.
Ez-Eldin fick sina första noveller publicerade i arabisk press redan vid 21 års ålder, och hennes novellsamling Dhaw’a Muhtaz gavs ut 2001. Hennes debutroman Matahat Maryam kom 2004, och översattes till engelska 2007 (Maryam's Maze). Hon var en av de 39 arabiska författare under 40 år som valdes ut till antologin Beirut 39, huvudprojektet när Beirut var Unescos bokhuvudstad 2009. Hon var 2010 på korta listan för IPAF, "det arabiska Bookerpriset", för sin roman Wara al-Firdaws ("Bortom paradiset", 2009).
Ez-Eldin har arbetat med egyptisk tv, och driver bokrecensionsavdelningen i den egyptiska litteraturtidskriften Akhbar al-Adab.